# Komenda Rejonu Uzupełnień Poznań Powiat

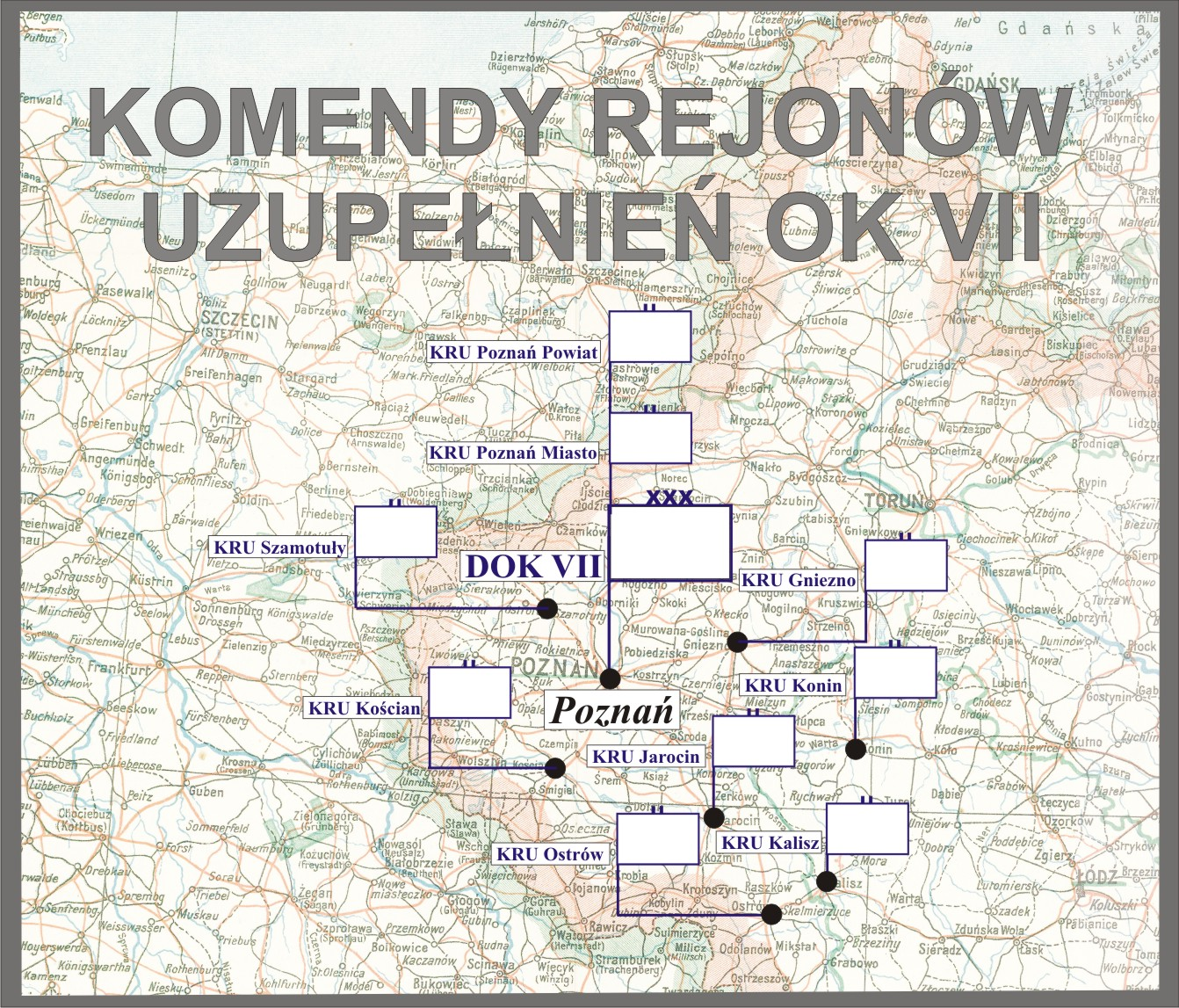
Komendy rejonów uzupełnień DOK VII

Komenda Rejonu Uzupełnień Poznań Powiat (KRU Poznań Powiat) – organ wojskowy właściwy w sprawach uzupełnień Sił Zbrojnych II Rzeczypospolitej i administracji rezerw w powierzonym mu rejonie.

## Historia komendy
W czerwcu 1921 roku PKU Poznań podlegała Dowództwu Okręgu Generalnego „Poznań” i obejmowała swoją właściwością miasto Poznań oraz powiaty: poznański i obornicki.
W listopadzie 1921 roku, po wprowadzeniu podziału kraju na dziesięć okręgów korpusów oraz wprowadzeniu pokojowej organizacji służby poborowej, PKU Poznań została przemianowana na PKU Poznań Powiat i podporządkowana Dowództwu Okręgu Korpusu Nr VII. Okręg poborowy PKU Poznań Powiat obejmował powiaty: poznański zachodni, grodziski i nowotomyski. Powiat obornicki został podporządkowany PKU Szamotuły, z której wyłączono powiat nowotomyski.
Z dniem 1 stycznia 1925 roku zostały zniesione dwa odrębne powiaty „Poznań-Wschód” (podległy PKU Gniezno) i „Poznań Zachód”, a w ich miejsce utworzony jeden powiat poznański z siedzibą urzędu w Poznaniu. W kwietniu tego roku PKU Poznań Powiat obejmowała swoją właściwością powiaty: poznański, grodziski i nowotomyski. W marcu 1930 roku okręg poborowy nie uległ zmianie. W grudniu tego roku PKU Poznań Powiat posiadała skład osobowy typ III.
31 lipca 1931 roku gen. dyw. Kazimierz Fabrycy, w zastępstwie ministra spraw wojskowych, rozkazem B. Og. Org. 4031 Org. wprowadził zmiany w organizacji służby poborowej na stopie pokojowej. Zmiany te polegały między innymi na zamianie stanowisk oficerów administracji w PKU na stanowiska oficerów broni (piechoty) oraz zmniejszeniu składu osobowego PKU typ I–IV o jednego oficera i zwiększeniu o jednego urzędnika II kategorii. Liczba szeregowych zawodowych i niezawodowych oraz urzędników III kategorii i niższych funkcjonariuszy pozostała bez zmian.
Z dniem 1 kwietnia 1932 roku został zniesiony powiat grodziski, a jego terytorium włączone do powiatu nowotomyskiego.
1 lipca 1938 roku weszła w życie nowa organizacja służby uzupełnień, zgodnie z którą dotychczasowa PKU Poznań Powiat została przemianowana na Komendę Rejonu Uzupełnień Poznań Powiat przy czym nazwa ta zaczęła obowiązywać 1 września 1938 roku, z chwilą wejścia w życie ustawy z dnia 9 kwietnia 1938 roku o powszechnym obowiązku wojskowym. Obok wspomnianej ustawy i rozporządzeń wykonawczych do niej, działalność KRU Poznań Powiat normowały przepisy służbowe MSWojsk. D.D.O. L. 500/Org. Tjn. Organizacja służby uzupełnień na stopie pokojowej z 13 czerwca 1938 roku. Zgodnie z tymi przepisami komenda rejonu uzupełnień była organem wykonawczym służby uzupełnień .
Komendant rejonu uzupełnień w sprawach dotyczących uzupełnień Sił Zbrojnych i administracji rezerw podlegał bezpośrednio dowódcy Okręgu Korpusu Nr VII, który był okręgowym organem kierowniczym służby uzupełnień. Rejon uzupełnień obejmował powiaty: poznański, nowotomyski i wolsztyński.
Jednym z niższych funkcjonariuszy administracji wojska zatrudnionych w komendzie był Józef Zawal, kawaler Orderu Virtuti Militari.

## Obsada personalna
Poniżej przedstawiono wykaz oficerów zajmujących stanowisko komendanta Powiatowej Komendy Uzupełnień i komendanta rejonu uzupełnień oraz wykaz osób funkcyjnych (oficerów i urzędników wojskowych) pełniących służbę w PKU i KRU Poznań Powiat, z uwzględnieniem najważniejszych zmian organizacyjnych przeprowadzonych w 1926 i 1938 roku.
| Komendanci                            | Komendanci                 | Komendanci                                    |
| ------------------------------------- | -------------------------- | --------------------------------------------- |
| Stopień, imię i nazwisko              | Okres pełnienia obowiązków | Kolejne stanowisko (dalsze losy)              |
| mjr kaw. Stanisław Stefan Chrzanowski | od 19 I 1920               | w 1923 w rezerwie z przydziałem do 21 puł.    |
| ppłk piech. Stanisław Żuprański       | 29 VII 1920 – XI 1921      | inspektor władz poborowych                    |
| mjr / ppłk piech. Piotr Zaremba       | był w 1923 – 1926          |                                               |
| mjr piech. Aleksander Kurowski        | 1 XII 1926 – VII 1927      | urlopowany, stan spoczynku z dniem 30 IX 1927 |
| ppłk tab. Wincenty Kluska             | X 1927 – III 1929          | dyspozycja dowódcy OK VII                     |
| ppłk dypl. piech. Kazimierz Florek    | III – VIII 1929            | komendant Korpusu Kadetów Nr 1                |
| ppłk piech. Antoni Kajetanowicz       | XII 1929 – VIII 1938       | stan spoczynku                                |
| ppłk piech. Wincenty Rusiecki         | 1938 – 1939                | †1 IX 1939 Poznań                             |

| Obsada pozostałych stanowisk funkcyjnych PKU w latach 1921–1925 | Obsada pozostałych stanowisk funkcyjnych PKU w latach 1921–1925 | Obsada pozostałych stanowisk funkcyjnych PKU w latach 1921–1925 | Obsada pozostałych stanowisk funkcyjnych PKU w latach 1921–1925 |
| --------------------------------------------------------------- | --------------------------------------------------------------- | --------------------------------------------------------------- | --------------------------------------------------------------- |
| I referent                                                      | mjr piech. Feliks Brason                                        | IV – VIII 1924                                                  | 3 psp                                                           |
| I referent                                                      | kpt. piech. Wacław Franciszek Chmielnik                         | VIII 1924 – II 1926                                             | kierownik I referatu                                            |
| II referent                                                     | por. piech. Leon Antoni Nowaczkiewicz                           | 10 V 1923 – VIII 1924                                           | OE Poznań Zachód                                                |
| II referent                                                     | kpt. kanc. Piotr Brzuchacz                                      | VIII 1924 – II 1925                                             | kierownik kancelarii sztabu DOK VII                             |
| II referent                                                     | por. piech. Stefan I Janowski                                   | II 1925 – II 1926                                               | referent                                                        |
| referent inwalidzki                                             | por. kanc. Kazimierz Jencz                                      | od III 1925                                                     |                                                                 |
| oficer instrukcyjny                                             | por. / kpt. piech. Władysław I Piątkowski                       | 1923 – 1924                                                     |                                                                 |
| oficer ewidencyjny Grodzisk Poznański                           | urzędnik wojsk. XI rangi Zygmunt Tobolewski                     | od 1 VI 1923                                                    |                                                                 |
| oficer ewidencyjny Grodzisk Poznański                           | por. piech. Eugeniusz Rogowski                                  | 30 VIII 1923 – V 1924                                           | 9 pp Leg.                                                       |
| oficer ewidencyjny Grodzisk Poznański                           | por. tab. / kanc. Antoni Mazurkiewicz                           | VII 1924 – II 1926                                              | referent PKU Gostyń                                             |
| oficer ewidencyjny Nowy Tomyśl                                  | urzędnik wojsk. XI rangi / por. kanc. Stanisław I Mrożek        | od 1 VI 1923                                                    |                                                                 |
| oficer ewidencyjny Poznań Zachodni                              | por. / kpt. kanc. Piotr Brzuchacz                               | V 1923 – IV 1924                                                | Szefostwo Poborowe DOK IV                                       |
| oficer ewidencyjny Poznań Zachodni                              | por. piech. Leon Antoni Nowaczkiewicz                           | VIII 1924 – I 1925 i III – 15 XII 1925                          | stan nieczynny na 6 miesięcy                                    |
| Obsada pozostałych stanowisk funkcyjnych PKU w latach 1926–1938 |                                                                 |                                                                 |                                                                 |
| kierownik I referatu administracji rezerw                       | kpt. piech. Wacław Franciszek Chmielnik                         | od II 1926, był w 1935                                          |                                                                 |
| kierownik II referatu poborowego                                | kpt. piech. Piotr Brzuchacz                                     | od II 1926                                                      |                                                                 |
| kierownik II referatu poborowego                                | por. piech. Kazimierz Hryniewiecki                              | do I 1934                                                       | kierownik II referatu PKU Prużana                               |
| kierownik II referatu poborowego                                | kpt. piech. Adam Marian Werner                                  | był w 1937                                                      | PKU Lwów Miasto                                                 |
| referent                                                        | por. piech. Stefan I Janowski                                   | od II 1926                                                      |                                                                 |
| referent                                                        | kpt. gosp. Czesław Kazimierz Mielicki                           | od X 1926                                                       |                                                                 |
| referent inwalidzki                                             | por. piech. Alfred Tułodziecki                                  | od II 1926                                                      |                                                                 |
| referent inwalidzki                                             | por. Stanisław Lewkowicz                                        | od XII 1926                                                     |                                                                 |
| Obsada pozostałych stanowisk funkcyjnych KRU w latach 1938–1939 |                                                                 |                                                                 |                                                                 |
| kierownik I referatu ewidencji                                  | kpt. adm. (piech.) Tadeusz Kukuła                               | 1939                                                            | †1940 Charków                                                   |
| kierownik II referatu uzupełnień                                | kpt. piech. Ignacy Wegner                                       | 1939                                                            |                                                                 |